# Nowe szaty cesarza (film 2010)
Nowe szaty cesarza (niem. Des Kaisers neue Kleider) – niemiecki film familijny z 2010 roku, należący do cyklu filmów telewizyjnych Najpiękniejsze baśnie braci Grimm. Film nie jest jednak adaptacją żadnego utworu braci Grimm, lecz baśni Hansa Christiana Andersena pt. Nowe szaty cesarza.

## Fabuła
Do małego miasteczka wprowadza się młodzieniec imieniem Jakub. W miasteczku Jakub poznaje rodzeństwo, Maję i Gretę. Chłopak dowiaduje się, że cesarz Friedhelm nie pomaga mieszkańcom i wszyscy żyją w skrajnej biedzie. Cesarz wszystkie pieniądze wydaje na nowe bardzo drogie stroje. Jakub postanawia pomóc mieszkańcom i udaje krawca. Proponuje cesarzowi uszycie najpiękniejszej szaty. 

## Obsada[1]
- Matthias Brandt: cesarz Friedhelm
- Alissa Jung: Maja
- Sergej Moya: Jakob
- Audrey Käthe von Scheele: Greta
- Catherine Flemming: Adele, krawcowa
- Paul Schlase: ogrodnik
- Hanne B. Wolharn
- Manfred Möck: Heinrich, minister finansów
- Hartmut Volle: służący Otto
- Thomas Gimbel: służący Paul